# Пул об'єктів (шаблон проєктування)
Пул об'єктів (англ. Object pool) — твірний шаблон проєктування, набір ініціалізованих і готових до використання об'єктів. Коли системі потрібно об'єкт, він не створюється, а береться з пулу. Коли об'єкт більше не потрібен, він не знищується, а повертається в пул.

## Призначення
Пул об'єктів призначений для зберігання готових до використання об'єктів. Коли система потребує новий об'єкт, він запрошується з пула, нехтуючи процесом породження. А після використання повертається назад в пул замість знищення.

## Умови використання
Шаблон використовується для підвищення продуктивності, якщо:
- об'єкти часто створюються і знищуються;
- система має обмежену кількість типів об'єктів, що зберігаються в Пулі.
- створення чи знищення об'єкта є дуже затратною операцією.

Пул об'єктів може працювати як з інтерфейсами, так і з конкретними реалізаціями. Все залежить від архітектури системи, що розробляється та розв'язуваних задач.

## Пул та інші шаблони
Можна зустріти сумісне використання Пула об'єктів та інших шаблонів проєктування. Наприклад, для створення об'єктів в конкретному стані можна використати Прототип. А за допомогою Одинака — створити єдиний екземпляр Пула в системі.
Поганою практикою вважається приховування Пула за іншими шаблонами проєктування. Розробник, який використовує такий підхід, не очікує вимоги повернення об'єктів, наприклад, Фабричного методу. А без повернення об'єктів сам Пул стає непотрібним. В такому випадку, правильним рішенням буде відділити реалізацію класів, що створюють об'єкти.

## Особливості використання
Пул нічого не знає про реалізацію об'єктів, які зберігаються. Тому вважається, що повернений об'єкт знаходиться в невизначеному стані. Для подальшого використання його необхідно перевести в початковий стан (скидання). Наявність об'єктів в невизначеному стані перетворює Пул в «об'єктну клоаку» (object cesspool).
Повторне використання може стати причиною витоку конфіденційної інформації. Тому обов'язково необхідно зчищати поля з секретними даними при скиданні, а самі дані — знищувати.
Можлива ситуація, коли в Пулі не залишиться вільних об'єктів. В такому випадку, реакція на запит може бути наступною:
- збільшення розміру пула;
- відмова у видачі об'єкта;
- становлення в чергу і очікування звільнення об'єкта.

## Реалізація

### Реалізація на C#
Роздивимось варіант роботи з Пулом без обмежень в його розмірі. В такому випадку в нього можна помістити стільки об'єктів, скільки підтримує використовуємий контейнер. Якщо ж при запиті не виявиться вільного об'єкта, то буде створений новий.
В загальному випадку Пул не повинен нічого знати про спосіб створення, реалізацію і функції об'єктів, що зберігаються. Для нього важливим є тільки мати можливість дати команду скидання стану.
Створимо два інтерфейси. Перший — для скидання стану, його повинні підтримувати самі об'кти:
```
/// <summary> The poolable object interface </summary>

public
 
interface
 
IPoolable

{

    
/// <summary>Resets the object's state.</summary>

    
void
 
ResetState
();

}

```

Другий — для створення об'єктів, тому що Пул не знає як саме це робити. Тут може бути як варіант з одним ключовим словом new, так і використання будь-якого шаблона проєктування.
```
/// <summary> The pool object creator interface. </summary>

/// <typeparam name="T">Type of the objects to create.</typeparam>

public
 
interface
 
IPoolObjectCreator
<
T
>

{

    
/// <summary>Creates new object for a pool.</summary>

    
/// <returns>The object.</returns>

    
T
 
Create
();

}

```

Одразу реалізуємо даний інтерфейс у вигляді generic класу для створення екземплярів за допомогою конструктора без параметрів:
```
public
 
class
 
DefaultObjectCreator
<
T
>
 
:
 
IPoolObjectCreator
<
T
>
 
where
 
T
 
:
 
class
,
 
new
()

{

    
T
 
IPoolObjectCreator
<
T
>
.
Create
()

    
{

        
return
 
new
 
T
();

    
}

}

```

Перейдемо до створення Пула. Як контейнер об'єктів використовуємо клас ConcurrentBag, реалізований в .NET4. Оскільки розмір Пула не фіксований, то його метод GetObject() завжди повертає об'єкт. Метод ReturnObject() переміщує об'єкт назад у контейнер. При цьому відбувається скидання його стану. Крім того, змінній, що тримала посилання на нього, присвоюється значення null. Властивість Count показує скільки об'єктів в даний момент знаходиться в пулі.
Повний код класу, що реалізує шаблон Пул об'єктів:
```
public
 
class
 
ObjectPool
<
T
>
 
where
 
T
 
:
 
class
,
 
IPoolable

{

    
/// <summary>Object container. ConcurrentBag is tread-safe class.</summary>

    
private
 
readonly
 
ConcurrentBag
<
T
>
 
_container
 
=
 
new
 
ConcurrentBag
<
T
>
();

    
/// <summary>Object creator interface.</summary>

    
private
 
readonly
 
IPoolObjectCreator
<
T
>
 
_objectCreator
;

    
/// <summary>Total instances.</summary>

    
public
 
int
 
Count
 
{
 
get
 
{
 
return
 
this
.
_container
.
Count
;
 
}
 
}

    
/// <summary>

    
/// Initializes a new instance of the <see cref="T:ObjectPool"/> class.

    
/// </summary>

    
/// <param name="creator">Interface of the object creator. It can't be null.</param>

    
public
 
ObjectPool
(
IPoolObjectCreator
<
T
>
 
creator
)

    
{

        
if
 
(
creator
 
==
 
null
)
 
{

            
throw
 
new
 
ArgumentNullException
(
"creator can't be null"
);

        
}

        
this
.
_objectCreator
 
=
 
creator
;

    
}

    
/// <summary>Gets an object from the pool.</summary>

    
/// <returns>An object.</returns>

    
public
 
T
 
GetObject
()

    
{

        
T
 
obj
;

        
if
 
(
this
.
_container
.
TryTake
(
out
 
obj
))
 
{

            
return
 
obj
;

        
}

        
return
 
this
.
_objectCreator
.
Create
();

    
}

    
/// <summary>Returns the specified object to the pool.</summary>

    
/// <param name="obj">The object to return.</param>

    
public
 
void
 
ReturnObject
 
(
ref
 
T
 
obj
)

    
{

        
obj
.
ResetState
();

        
this
.
_container
.
Add
(
obj
);

        
obj
 
=
 
null
;

    
}

}

```